# Jan XXI.
Jan XXI. (1215 – 20. května 1277), rodným jménem Pedro Julião (lat. Petrus Iulianus), Portugalci též nazýván Pedro Hispano (lat. Petrus Hispanus), byl papežem katolické církve od září roku 1276 až do své smrti o 8 měsíců později. Byl zatím jediným portugalským papežem. Za Portugalce by ještě mohl být považován sv. Damasus I., neboť se narodil na území dnešního Portugalska, a Pavel IV., který měl portugalskou matku.
Předchozí papež jménem Jan byl Jan XIX., žádný papež Jan XX. neexistuje. Jan XXI. chtěl výběrem svého jména opravit chybu, která, podle tehdejšího mínění, vznikla při počítání jeho předchůdců po Janu XV.

## Život
Pedro Julião se narodil mezi lety 1210 a 1220, pravděpodobně v Lisabonu. Svá studia zahájil na episkopální škole lisabonské katedrály, později studoval na Université de Paris, ačkoliv někteří historikové tvrdí, že studoval v Montpellieru. Ať to bylo kdekoliv, zabýval se medicínou, teologií a Aristotelovou dialektikou, logikou, fyzikou a metafyzikou.
Od roku 1245 do 1250 se stal známým pod jménem Pedro Hispano (neboť přišel z Hispánie) a učil medicínu na univerzitě v Sieně, kde napsal dílo Summulae Logicales, odbornou příručku k Aristotelově logice, která byla na evropských univerzitách užívána více než 300 let. Poté, co vešel ve známost jako univerzitní učitel, se vrátil do Lisabonu. Na dvoře v Guimarães byl radním a mluvčím krále Alfonse III. Portugalského (1248–79) v církevních záležitostech; později byl v Guimarães převorem. Snažil se stát se lisabonským biskupem, ale byl odmítnut. Místo toho se stal mistrem školy v Lisabonu. Jako významný filosof má taktéž podíl na vzniku schématu tzv. logického čtverce.
Pedro se stal též lékařem papeže Řehoře X.

## Odkazy

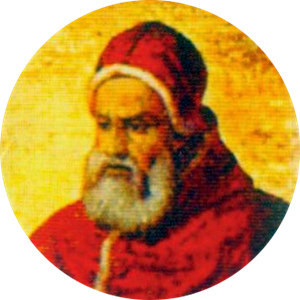
Portrét papeže Jana XXI. v bazilice sv. Pavla za hradbami

### Pontifikát a smrt
Dne 8. září 1276, po smrti papeže Hadriána V. (18. srpna), byl Pedro Hispano biskupy na konkláve zvolen papežem a o týden později uveden do funkce. (Podle některých zpráv byl po smrti Hadriána V. zvolen papežem italský kardinál Vicedomino de Vicedominis, jenž přijal jméno Řehoř XI., který nicméně zemřel následujícího rána. Věrohodnost těchto zpráv, pocházejících ze 17. století, je však sporná a většina moderních historiků je popírá.) Jedním z několika činů Jana XXI. během jeho krátkého potifikátu bylo zrušení nařízení, nedávno předtím schválených na 2. lyonském koncilu, která kardinálům během volby nařizovala nejen samotu, ale také jim postupně odnímala zásoby jídla a vína, když rozhodování trvalo příliš dlouho.
Ačkoliv většina jeho krátkého pontifikátu byla pod taktovkou vlivného kardinála Giovanniho Gaetana Orsiniho (který ho později následoval ve funkci papeže jako Mikuláš III.), Jan se pokoušel zahájit výpravu do Svaté země a zasazoval se o spojenectví s Východní církvi a snažil se jak jen mohl o udržení míru mezi křesťanskými národy. Zahájil taktéž misi za účelem obrácení Tatarů na křesťanství, avšak neúspěšně.
Papež užíval nové křídlo paláce ve Viterbu, které však bylo chatrně vystavěno. Jednou během spánku se střecha nad ním propadla a on byl vážně zraněn. Zemřel o osm dní později 20. května 1277, pravděpodobně jako jediný papež, jehož smrt zavinila nehoda. Jeho hrob je dodnes k vidění v Duomo di Viterbo (katedrála sv. Vavřince), kde byl pohřben.

## Odkaz
Po jeho smrti se povídalo, že Jan XXI. byl ve skutečnosti čaroděj (nařčení často mířené proti papežům středověku z řad učenců, kterých nebylo mnoho, dokonce i během jejich potifikátu – např. Silvestru II.), a že když psal heretické pojednání ve svém pokoji, Bůh zasáhl a pokoj na něj spadl.
V Božské komedii Dante vidí Jana XXI. (zmíněného jako Pietro Spano) v nebi mezi ostatními duchy velkých náboženských učenců.

## Medicínské práce

Thesaurus pauperum

Jan XXI. překvapivě napsal jednu z nejúplnějších prací ohledně pre- a post-koitální antikoncepce; ve velmi populárním díle Thesaurus Pauperum (Poklad chudoby) nabízí rady, jak kontrolovat porodnost a jak vyvolat menstruaci. Mnoho z jeho návodů bylo současným výzkumem shledáno jako překvapivě efektivní a je z nich taktéž vyvozováno, že ženy ve starověku měly mnohem větší kontrolu nad svojí reprodukcí, než se předpokládalo dříve. Nicméně není zcela jisté, že autor tohoto díla a papež byli touž osobou.